# Mieczysław Czajkowski (poeta)
Mieczysław Czajkowski (ur. 5 sierpnia 1926 w Niechaczewie, zm. 7 sierpnia 2017) – polski poeta, prozaik i publicysta.

## Życiorys
Był absolwentem pedagogiki społecznej i historii na Uniwersytecie Warszawskim. Literacko debiutował w 1956 w "Życiu Białostockim". Publikował w takich czasopismach, jak "Głos Nauczycielski", "Kamena", "Nowy Nurt", "Kresy Literackie" oraz "Tygodnik Polski". Twórczość prezentował też w almanachach i w radio. Był laureatem Ogólnopolskiego Konkursu Literackiego im. J.I. Kraszewskiego w Białej Podlaskiej.

## Publikacje
Wydał następujące tomy wierszy:
- W słonecznym chichocie (1988),
- Pejzaż liryczny (1990),
- Białostockie ścieżki (1992),
- Jerozolimskie ślady (1993) – Nagroda Literacka Prezydenta Miasta Białegostoku im. Wiesława Kazaneckiego[1],
- Wybór wierszy (2002)[3],

oraz utwory prozą:
- Legendy supraskie (1989),
- Smak makucha (1992)[1],
- Odfrunęły ptasie uliczki z białostockich Bojar, gawędy drukowane w „Kurierze Porannym” (1996),
- Powrót smętka (1998) – wyróżnienie w Ogólnopolskim Konkursie Literackim im. Mikołaja Reja,
- Tworzenie siebie (2006) – wspomnienia z lat dzieciństwa i młodości,
- Odejścia i powroty (2008),
- W cieniu białostockiej fary (2011),
- Uśmiech miłosierdzia. Opowieść o życiu Błogosławionego Księdza Michała Sopoćki (2014)[3].